# Called Out in the Dark
Called Out in the Dark is een nummer van de alternatieve rockgroep Snow Patrol. Het is geschreven door Gary Lightbody en geproduceerd door Jacknife Lee, die de drie voorgaande albums Final Straw, Eyes Open en A Hundred Million Suns op produceerde. Het nummer werd op 29 juli uitgebracht als de leadsingle van de bands zesde studioalbum Fallen Empires, dat op 11 november 2011 uitkwam. In september was het nummer ook de eerste en de enige single van de bijbehorende en zelfgetitelde ep.

## Achtergrond
De single werd tussen 2010 en 2011 opgenomen op verschillende plaatsen in zowel de Verenigde Staten als in het Verenigd Koninkrijk en de mixing begon in mei. Called Out in the Dark ging op 21 juli 2011 in première tijdens het radioprogramma van Zane Lowe op BBC Radio 1 en werd in week 31 Alarmschijf en Megahit.

## Videoclip
De videoclip werd in de eerste week van augustus opgenomen en debuteerde 17 augustus op YouTube. In de videoclip wordt zanger Gary Lightbody vervangen door Jack Davenport, die het nummer voor de camera zingt met achtergronddansers terwijl Lightbody pogingen onderneemt om alsnog in beeld te komen, wat tot irritaties leidt bij de regisseuse, gespeeld door Tara Summers. Een driedelige making-of werd halverwege september op de YouTubepagina van de band gepubliceerd.

## Tracklist
Alle muziek en teksten zijn geschreven door Snow Patrol. 
| Nr. | Titel                  | Duur  |
| --- | ---------------------- | ----- |
| 1.  | Called Out in the Dark | 04:00 |

| Nr. | Titel                  | Duur  |
| --- | ---------------------- | ----- |
| 1.  | Called Out in the Dark | 04:00 |
| 2.  | My Brothers            | 03:32 |
| 3.  | I'm Ready              | 03:24 |
| 4.  | Fallen Empires         | 05:20 |

## Releasedata
| Regio               | Datum            | Label     | Soort uitgifte      |
| ------------------- | ---------------- | --------- | ------------------- |
| Nederland           | 21 juli 2011     | Universal | Radioairplay        |
| Verenigd Koninkrijk | 21 juli 2011     | Polydor   | Radioairplay        |
| Nederland           | 29 juli 2011     | Universal | Digitaal            |
| Nederland           | 2 september 2011 | Universal | Digitale ep         |
| Verenigd Koninkrijk | 4 september 2011 | Polydor   | Digitale ep         |
| Verenigde Staten    | Januari 2012     | Geffen    | Radioairplay (rock) |
| Verenigde Staten    | 20 februari 2012 | Geffen    | Radioairplay (AAA)  |

## Hitnoteringen

### Nederlandse Top 40
| Hitnotering: 13-08-2011 t/m 15-10-2011 | Hitnotering: 13-08-2011 t/m 15-10-2011 | Hitnotering: 13-08-2011 t/m 15-10-2011 | Hitnotering: 13-08-2011 t/m 15-10-2011 | Hitnotering: 13-08-2011 t/m 15-10-2011 | Hitnotering: 13-08-2011 t/m 15-10-2011 | Hitnotering: 13-08-2011 t/m 15-10-2011 | Hitnotering: 13-08-2011 t/m 15-10-2011 | Hitnotering: 13-08-2011 t/m 15-10-2011 | Hitnotering: 13-08-2011 t/m 15-10-2011 | Hitnotering: 13-08-2011 t/m 15-10-2011 | Hitnotering: 13-08-2011 t/m 15-10-2011 |
| Week:                                  | 1                                      | 2                                      | 3                                      | 4                                      | 5                                      | 6                                      | 7                                      | 8                                      | 9                                      | 10                                     |                                        |
| -------------------------------------- | -------------------------------------- | -------------------------------------- | -------------------------------------- | -------------------------------------- | -------------------------------------- | -------------------------------------- | -------------------------------------- | -------------------------------------- | -------------------------------------- | -------------------------------------- | -------------------------------------- |
| Positie:                               | 17                                     | 11                                     | 10                                     | 12                                     | 14                                     | 13                                     | 19                                     | 26                                     | 35                                     | 37                                     | uit                                    |

### NederlandseSingle Top 100
| Hitnotering: 06-08-2011 t/m 29-10-2011 | Hitnotering: 06-08-2011 t/m 29-10-2011 | Hitnotering: 06-08-2011 t/m 29-10-2011 | Hitnotering: 06-08-2011 t/m 29-10-2011 | Hitnotering: 06-08-2011 t/m 29-10-2011 | Hitnotering: 06-08-2011 t/m 29-10-2011 | Hitnotering: 06-08-2011 t/m 29-10-2011 | Hitnotering: 06-08-2011 t/m 29-10-2011 | Hitnotering: 06-08-2011 t/m 29-10-2011 | Hitnotering: 06-08-2011 t/m 29-10-2011 | Hitnotering: 06-08-2011 t/m 29-10-2011 | Hitnotering: 06-08-2011 t/m 29-10-2011 | Hitnotering: 06-08-2011 t/m 29-10-2011 | Hitnotering: 06-08-2011 t/m 29-10-2011 | Hitnotering: 06-08-2011 t/m 29-10-2011 |
| Week:                                  | 1                                      | 2                                      | 3                                      | 4                                      | 5                                      | 6                                      | 7                                      | 8                                      | 9                                      | 10                                     | 11                                     | 12                                     | 13                                     |                                        |
| -------------------------------------- | -------------------------------------- | -------------------------------------- | -------------------------------------- | -------------------------------------- | -------------------------------------- | -------------------------------------- | -------------------------------------- | -------------------------------------- | -------------------------------------- | -------------------------------------- | -------------------------------------- | -------------------------------------- | -------------------------------------- | -------------------------------------- |
| Positie:                               | 15                                     | 13                                     | 12                                     | 21                                     | 22                                     | 20                                     | 20                                     | 37                                     | 53                                     | 55                                     | 47                                     | 64                                     | 89                                     | uit                                    |

### VlaamseUltratop 50
| Hitnotering: (Week 1 t/m 22) 20-08-2011 t/m 14-01-2012 Hitnotering: (Week 23) 24-03-2012 | Hitnotering: (Week 1 t/m 22) 20-08-2011 t/m 14-01-2012 Hitnotering: (Week 23) 24-03-2012 | Hitnotering: (Week 1 t/m 22) 20-08-2011 t/m 14-01-2012 Hitnotering: (Week 23) 24-03-2012 | Hitnotering: (Week 1 t/m 22) 20-08-2011 t/m 14-01-2012 Hitnotering: (Week 23) 24-03-2012 | Hitnotering: (Week 1 t/m 22) 20-08-2011 t/m 14-01-2012 Hitnotering: (Week 23) 24-03-2012 | Hitnotering: (Week 1 t/m 22) 20-08-2011 t/m 14-01-2012 Hitnotering: (Week 23) 24-03-2012 | Hitnotering: (Week 1 t/m 22) 20-08-2011 t/m 14-01-2012 Hitnotering: (Week 23) 24-03-2012 | Hitnotering: (Week 1 t/m 22) 20-08-2011 t/m 14-01-2012 Hitnotering: (Week 23) 24-03-2012 | Hitnotering: (Week 1 t/m 22) 20-08-2011 t/m 14-01-2012 Hitnotering: (Week 23) 24-03-2012 | Hitnotering: (Week 1 t/m 22) 20-08-2011 t/m 14-01-2012 Hitnotering: (Week 23) 24-03-2012 | Hitnotering: (Week 1 t/m 22) 20-08-2011 t/m 14-01-2012 Hitnotering: (Week 23) 24-03-2012 | Hitnotering: (Week 1 t/m 22) 20-08-2011 t/m 14-01-2012 Hitnotering: (Week 23) 24-03-2012 | Hitnotering: (Week 1 t/m 22) 20-08-2011 t/m 14-01-2012 Hitnotering: (Week 23) 24-03-2012 | Hitnotering: (Week 1 t/m 22) 20-08-2011 t/m 14-01-2012 Hitnotering: (Week 23) 24-03-2012 |
| Week:                                                                                    | 1                                                                                        | 2                                                                                        | 3                                                                                        | 4                                                                                        | 5                                                                                        | 6                                                                                        | 7                                                                                        | 8                                                                                        | 9                                                                                        | 10                                                                                       | 11                                                                                       | 12                                                                                       | 13                                                                                       |
| ---------------------------------------------------------------------------------------- | ---------------------------------------------------------------------------------------- | ---------------------------------------------------------------------------------------- | ---------------------------------------------------------------------------------------- | ---------------------------------------------------------------------------------------- | ---------------------------------------------------------------------------------------- | ---------------------------------------------------------------------------------------- | ---------------------------------------------------------------------------------------- | ---------------------------------------------------------------------------------------- | ---------------------------------------------------------------------------------------- | ---------------------------------------------------------------------------------------- | ---------------------------------------------------------------------------------------- | ---------------------------------------------------------------------------------------- | ---------------------------------------------------------------------------------------- |
| Positie:                                                                                 | 37                                                                                       | 23                                                                                       | 18                                                                                       | 8                                                                                        | 7                                                                                        | 7                                                                                        | 8                                                                                        | 9                                                                                        | 10                                                                                       | 10                                                                                       | 13                                                                                       | 17                                                                                       | 21                                                                                       |
| Week:                                                                                    | 14                                                                                       | 15                                                                                       | 16                                                                                       | 17                                                                                       | 18                                                                                       | 19                                                                                       | 20                                                                                       | 21                                                                                       | 22                                                                                       |                                                                                          | 23                                                                                       |                                                                                          |                                                                                          |
| Positie:                                                                                 | 24                                                                                       | 12                                                                                       | 18                                                                                       | 29                                                                                       | 36                                                                                       | 49                                                                                       | 19                                                                                       | 28                                                                                       | 40                                                                                       | uit                                                                                      | 49                                                                                       | uit                                                                                      |                                                                                          |